# Jan Fruziński

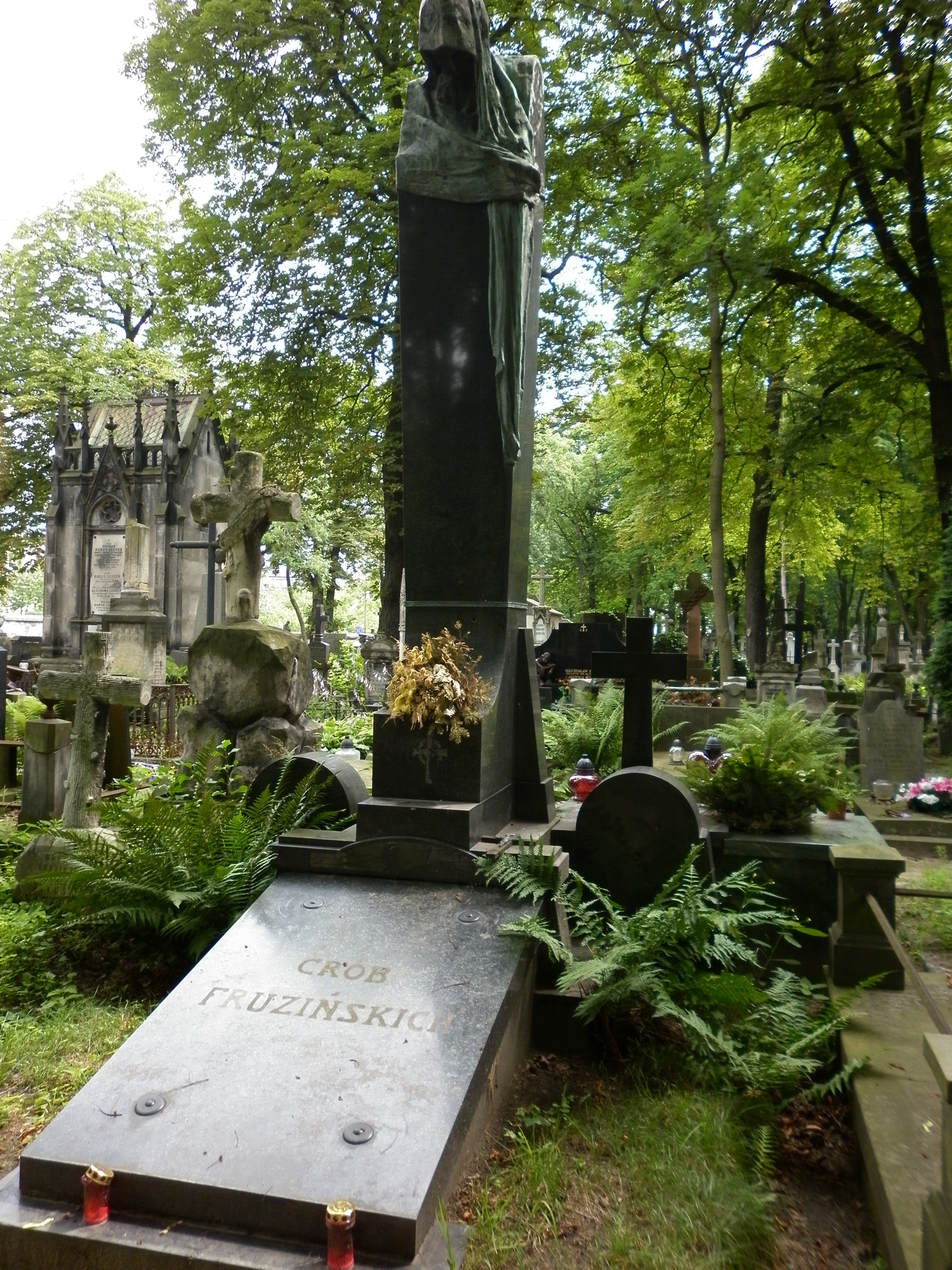
Grób Jana Fruzińskiego na cmentarzu Powązkowskim w Warszawie

Jan Bernard Fruziński (ur. 23 czerwca 1866 w Warszawie, zm. 1 stycznia 1922 tamże) – warszawski cukiernik, założyciel zakładów cukierniczych „Fruziński J. Fabryka Czekolady”.

## Życiorys
Syn Jana, oficjalisty teatrów warszawskich, i Karoliny z Altów. Jako młody chłopiec został praktykantem w cukierni Franciszka Anczewskiego, gdzie zdobywał wiedzę i doświadczenie. Pozwoliło mu to założyć w 1888 własną firmę, która z niewielkiej cukierni stała się jednym z wiodących w kraju zakładów produkujących galanterię cukierniczą. Fruziński poza umiejętnościami cukierniczymi posiadał też zmysł finansowy, poza rozwojem działalności gospodarczej inwestował też w nieruchomości. Posiadał trzy kamienice w Warszawie przy ul. Smolnej 15, Marszałkowskiej 75 i Polnej 32, wszystkie były luksusowe i zawierały ekskluzywne apartamenty.
Jan Fruziński zmarł nagle w wielu 54 lat i został pochowany na cmentarzu Powązkowskim (kwatera 25-4-13/14). Majątek po ojcu przejął syn, również Jan. Działania wojenne przetrwała tylko częściowo wypalona kamienica przy ul. Marszałkowskiej 75, jednak zburzono ją w 1949 w związku z budową MDM.

## Rodzina
W dniu 18 stycznia 1896 roku ożenił się z Władysławą Oktawią Rzeszotarską, córką Stanisława i Anny ze Zglinickich, ur. 1878 – ślub w kościele św. Antoniego w Warszawie. Miał starszego brata Antoniego Longina ur. 1864.